# اجلاس ناتو

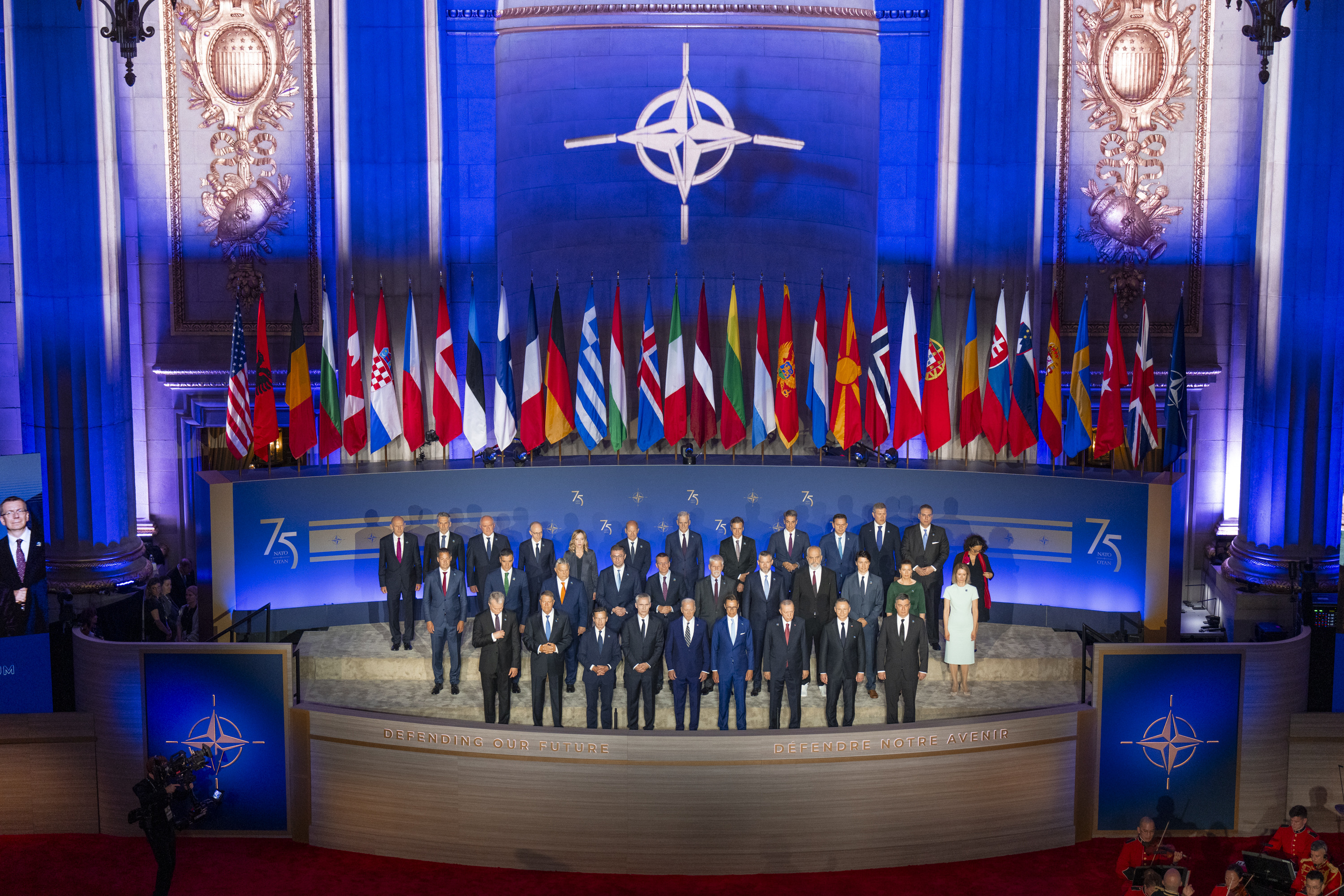
اجلاس واشنگتن ۲۰۲۴ ناتو، جلسهٔ رسمی سران کشور و سران دولت سازمان پیمان آتلانتیک شمالی.

اجلاس ناتو گونه‌ای از نشست سران است که به عنوان فرصتی دوره‌ای برای سران کشورها و سران دولت‌های کشورهای عضو ناتو در نظر گرفته می‌شود تا فعالیت‌های ائتلاف را ارزیابی و جهت‌گیری راهبردی برای آن ارائه کنند.
اجلاس‌های ناتو مانند نشست‌های وزرای ناتو که به‌طور مکرر برگزار می‌شود، منظم نیستند. بلکه نقاط عطف مهمی در فرایند تصمیم‌گیری ائتلاف در بالاترین سطح به‌شمار می‌روند. این اجلاس‌ها اغلب برای معرفی سیاست‌های جدید، دعوت از اعضای جدید برای پیوستن به ائتلاف، آغاز طرح‌های بزرگ تازه و همچنین ایجاد همکاری با کشورهای غیرعضو ناتو مورد استفاده قرار می‌گیرند.

## کشورهای شرکت‌کننده
فهرست زیر کشورهای کنونی عضو ناتو را نشان می‌دهد: 
- آلبانی
- بلژیک
- بلغارستان
- کانادا
- کرواسی
- جمهوری چک
- دانمارک
- استونی
- فنلاند
- فرانسه
- آلمان
- یونان
- مجارستان
- ایسلند
- ایتالیا
- لتونی
- لیتوانی
- لوکزامبورگ
- مونته‌نگرو
- هلند
- مقدونیه شمالی
- نروژ
- لهستان
- پرتغال
- رومانی
- اسلواکی
- اسلوونی
- اسپانیا
- سوئد
- ترکیه
- بریتانیا
- ایالات متحده آمریکا

فهرست زیر کشورها و سازمان‌های غیرعضو ناتو را نشان می‌دهد که در حال حاضر شرکت دارند: 
- افغانستان (سابق)
- ارمنستان
- استرالیا
- اتریش
- جمهوری آذربایجان
- بوسنی و هرزگوین
- قبرس
- اتحادیه اروپا
- گرجستان
- جمهوری ایرلند
- ژاپن
- اردن
- مالت
- مولدووا
- نیوزیلند
- فیلیپین
- سنگاپور
- کره جنوبی
- سوئیس
- تایلند
- اوکراین

## فهرست نشست‌های ناتو
از زمان بنیان‌گذاری ناتو در سال ۱۹۴۹، در مجموع ۳۳ اجلاس رسمی ناتو برگزار شده‌است. تنها نشست‌های سنتی (رسمی) دارای شمارهٔ رسمی هستند؛ ازاین‌رو نشست‌های فوق‌العاده سال ۲۰۰۱ و ۲۰۲۲ در مقر ناتو در بروکسل مستثنا شده‌اند.
آخرین نشست ناتو در واشینگتن، دی.سی. در ایالات متحده آمریکا از ۹ تا ۱۱ ژوئیهٔ ۲۰۲۴ برگزار شد. 
با مرتب‌سازی سال‌ها به ترتیب صعودی، جدول به صورت زیر خواهد بود:
| ۱۹۵۷ | ۱۶–۱۹ دسامبر | فرانسه              | پاریس            | رئیس‌جمهور فرانسه René Coty                  |
| ۱۹۷۴ | ۲۶ جون       | بلژیک               | بروکسل           | نخست‌وزیر بلژیک لیو تیندمانس                 |
| ۱۹۷۵ | ۲۹–۳۰ می     | بلژیک               | بروکسل           | نخست‌وزیر بلژیک لیو تیندمانس                 |
| ۱۹۷۷ | ۱۰–۱۱ می     | بریتانیا            | لندن             | نخست‌وزیر بریتانیا جیمز کالاهان              |
| ۱۹۷۸ | ۳۰–۳۱ می     | ایالات متحده آمریکا | واشینگتن، دی.سی. | رئیس‌جمهور ایالات متحده آمریکا جیمی کارتر    |
| ۱۹۸۲ | ۱۰ جون       | آلمان غربی          | بن               | صدراعظم آلمان هلموت اشمیت                   |
| ۱۹۸۵ | ۲۱ نوامبر    | بلژیک               | بروکسل           | نخست‌وزیر بلژیک ویلفرید مارتنس               |
| ۱۹۸۸ | ۲–۳ مارچ     | بلژیک               | بروکسل           | نخست‌وزیر بلژیک ویلفرید مارتنس               |
| ۱۹۸۹ | ۲۹–۳۰ می     | بلژیک               | بروکسل           | نخست‌وزیر بلژیک ویلفرید مارتنس               |
| ۱۹۸۹ | ۴ دسامبر     | بلژیک               | بروکسل           | نخست‌وزیر بلژیک ویلفرید مارتنس               |
| ۱۹۹۰ | ۵–۶ جوئیه    | بریتانیا            | لندن             | نخست‌وزیر بریتانیا مارگارت تاچر              |
| ۱۹۹۱ | ۷–۸ نوامبر   | ایتالیا             | رم               | نخست‌وزیر ایتالیا جولیو آندرئوتی             |
| ۱۹۹۴ | ۱۰–۱۱ ژانویه | بلژیک               | بروکسل           | نخست‌وزیر بلژیک ژان-لوک دهانه                |
| ۱۹۹۷ | ۲۷ می        | فرانسه              | پاریس            | رئیس‌جمهور فرانسه ژاک شیراک                  |
| ۱۹۹۷ | ۸–۹ جوئیه    | اسپانیا             | مادرید           | نخست‌وزیر اسپانیا خوزه ماریا اسنار           |
| ۱۹۹۹ | ۲۳–۲۵ آوریل  | ایالات متحده آمریکا | واشینگتن، دی.سی. | رئیس‌جمهور ایالات متحده آمریکا بیل کلینتون   |
| ۲۰۰۱ | ۱۳ جون       | بلژیک               | بروکسل           | Secretary General جورج رابرتسون (سیاستمدار) |
| ۲۰۰۲ | ۲۸ می        | ایتالیا             | رم               | نخست‌وزیر ایتالیا سیلویو برلوسکونی           |
| ۲۰۰۲ | ۲۱–۲۲ نوامبر | جمهوری چک           | پراگ             | نخست‌وزیر ولادیمیر اشپیدلا                   |
| ۲۰۰۴ | ۲۸–۲۹ جون    | ترکیه               | استانبول         | نخست‌وزیر ترکیه رجب طیب اردوغان              |
| ۲۰۲۷ | TBD          | آلبانی              | باید مشخص شود    | نخست‌وزیر                                    |